# Dipterocarpus mannii
Dipterocarpus mannii är en tvåhjärtbladig växtart som beskrevs av George King, U. N., Amp;. P. C. Kanj. och Das. Dipterocarpus mannii ingår i släktet Dipterocarpus och familjen Dipterocarpaceae. Inga underarter finns listade i Catalogue of Life.